# 希臘石龜
希臘石龜（Mauremys rivulata） 或稱希臘擬水龜，是地龜科石龜屬下的一種龜。

## 外部連結
- Mauremys rivulata （页面存档备份，存于） The Reptile Database